# 玩命鴛鴦
《愛弒你‧愛弒我》（發音： /zəˈzɪzɪks/ zə-ZIZ-iks）是一部於2006年上映的驚悚美國電影，由約翰·彭尼編劇和導演，由利奧·格里洛、凱瑟琳·海格和湯姆·西斯摩爾主演。
此電影因為其極低的票房收入（30美元）而獲得了一定的知名度。

## 故事
格蘭特是一位會計師，他育有一個女兒，但其婚姻生活很差。故事開始時，格蘭特正在駕車到拉斯維加斯去會見他的客人。途中，他遇見了打扮妖媚的瑪麗莎。他們在之後的一個星期裡交往，直至瑪麗莎的前男友喬伊的到來。喬伊企圖殺害二人，但格蘭特最終成功殺掉喬伊。事後，格蘭特和瑪麗莎把喬伊的屍體運至宰茲克斯路，並把遺體丢弃在沙漠裡。第二天早上，喬伊的屍體失蹤了，並且有人試圖殺死格蘭特和瑪麗莎。

## 演員
- 利奧·格里洛 飾演 格蘭特
- 凱瑟琳·海格 飾演 瑪麗莎
- 湯姆·西斯摩爾 飾演 喬伊
- 里奇·梅德洛克 飾演 冰毒製造商
- 育林·馬德拉 飾演 卡車司機鮑勃
- 迪·科布 飾演 輪盤遊戲荷官
- 美克拉·格里洛 飾演 娜塔莉
- 邁克爾·盧京比爾 飾演 影子
- 南希·利納裡 （配音） 飾演 布倫達

## 製作
《愛弒你‧愛弒我》的主要拍攝工作在2005年的夏天進行，為期18天。此電影的所拍攝工作皆在莫哈韋沙漠中進行，並且主要在當地的礦井內或附近進行。西斯摩爾和其朋友兼助手彼得·沃爾頓在電影拍攝期間因吸毒而被捕。之後，警察發現沃爾頓正在保釋期間，因此他們把沃爾頓監禁了。而西斯摩爾卻沒有被監禁，因此能夠繼續進行拍攝工作。

## 發布和票房收入
《愛弒你‧愛弒我》在2006年2月25日至3月2日期間在達拉斯高地公園村劇院中上映，每天一場，放映時間為正午。約翰·彭尼以1,000美金租用了此場地。其實製作者是故意安排《愛弒你‧愛弒我》僅在一間劇院中上映。當時，格里洛對在國內發布電影一事不感興趣，反而對海外發行感興趣，因此希望立刻將之製成錄影帶發布。可是，因為美国演员工会要求預算低於250萬美元的電影不可以進行錄影帶首映，所以製作者們才循例在一間劇院中上映此電影。
儘管製作者們的做法能夠達成影視演員協會的要求，但這也導致了此電影成為了史上其中一齣票房收入最低的電影：此電影的票房收入僅為30美金。另外，格里洛亦非官方地退款予化妝師希拉·摩爾和其友人，全因摩爾是工作人員，能夠免費觀看電影。
與《愛弒你‧愛弒我》名稱相近的電影《宰兹克斯》（Zzyzx）被錯誤地被列為史上票房收入最低的電影，全因兩者近似的標題和發布日期。

## 家用媒體
此電影在23個國家裡發行DVD，其中包括保加利亞、印尼和葡萄牙。截至2006年末，其DVD收入約為368,000美元。於2012年9月11日，此電影在北美發行DVD，其中一個載體為Redbox。

## 外部連結
- 官方网站
- 互联网电影数据库（IMDb）上《Zyzzyx Road》的资料（英文）
- AllMovie上《Zyzzyx Road》的资料（英文）
- Box Office Mojo上《Zyzzyx Road》的資料（英文）
- 爛番茄上《Zyzzyx Road》的資料（英文）